# André Gumprecht
André Gumprecht est un footballeur allemand né le 26 novembre 1974 à Iéna.